# Carl Frederik Balslev
Carl Frederik Balslev (født 10. januar 1805 i Haarslev Præstegård på Fyn, død 11. marts 1895 i Ribe), var en dansk teolog, biskop over Ribe Stift fra 1867 til sin død.
Han blev født i Haarslev Præstegård på Fyn, hvor hans fader Rasmus Balslev var præst.

## Uddannelse
Efter at have modtaget undervisning i hjemmet kom han 1817 i Odense Katedralskole, fra hvilken han 1822 blev dimitteret til universitetet.
I 1827 underkastede han sig den teologiske embedsprøve, og efter denne blev han endnu seks år i hovedstaden, sysselsat med lærergerning. 1833 blev han kaldet til sognepræst for Vejerslev og Blidstrup på Mors, og samme år ægtede han Ulrikke Christine Boesen, datter af justitsråd og kontorchef i Rentekammeret Johannes Boesen. To år efter hendes død, i året 1839, giftede han sig med hendes søster, Louise Eleonore Boesen, som døde 1850.

## Lærebøger
Til brug for sine børn som han selv underviste, udarbejdede han en kort fremstilling af den bibelske historie, der under titlen Bibelhistorie tillige med lidet af Kirkens Historie efter Apostlenes Dage, til Brug for Almueskoler udkom i året 1844. Den blev autoriseret til brug i almueskolen og ved konfirmationsforberedelsen og fandt derfor stor udbredelse; i 1886 forelå den i oplag nummer 86.
1849 udkom hans Luthers Katekismus med en kort Forklaring. En Lærebog for den ukonfirmerede Ungdom. Også denne bog blev autoriseret til skolebrug, og fortrængte efterhånden Balles Lærebog; i 1886 forelå den i oplag nummer 126.
1850 blev Balslev kaldet til sognepræst ved Domkirken i Ribe og stiftsprovst, og som sådan ægtede han 1853 sin tredje hustru, Maria Elise Hansen, datter af konstitueret superintendent for Nordslesvig, Jep Hansen, sognepræst i Hjordkær.
1860 kaldtes han til sognepræst for Nørre Broby og 29. marts 1867 til biskop over Ribe Stift. I 1878 blev han udnævnt til Kommandør af Dannebrog af 1. grad, og da han højtideligholdt sin jubeldag som præst den 27. marts 1883, meddelte det teologiske fakultet ham den teologiske doktorgrad honoris causa. Han døde 11. marts 1895.
I Ribe Domkirke hænger et portræt udført af Hans Christian Jensen.
- Thomas Hansen Erslew: Forfatter-Lexicon
- Selvbiografi i Indbydelsesskrivelse til Københavns Universitets Fest for Kirkens Reformation i 1883.
- Fredrik Nielsen, 1846–1907, kirkehistoriker og biskop over Aarhus Stift [4]

## Personligt
Datteren Ingeborg Dorthea Balslev (1868-1963) blev i domkirken 29. december 1892 gift med nobelprismodtageren Niels Ryberg Finsen.

## Om lærebøger
- Erik Pontoppidan, hvis katekismusforklaring fra 1737, Sandhed til Gudfrygtighed i 1794 blev afløst af Balles Lærebog
- Nicolai Edinger Balle, hvis lærebog efterhånden i tiden efter 1849 blev fortrængt af Balslevs Luthers Katekismus med en kort Forklaring. ...